# 秦鄰晉
秦鄰晉（1554年—？），字汝睦，號道吾，陝西西安府渭南縣人，民籍，明朝政治人物。

## 生平
萬曆十年（1582年）壬午科陝西鄉試三十五名，萬曆十四年（1586年）丙戌科會試二百十二名，登三甲第一百三十一名進士。礼部观政，本年丁憂歸。十七年授刑部主事，十九年江北决囚，多所平反。二十年升员外郎，七月改户部郎中，告病归。二十三年補本部，二十四年出守顺德府，慈恵廉明，诚心实政，二十七年以才調任直隸真定府知府。二十八年升四川按察司副使，整饬川西兵备，本年以终养归乡。

## 家族
曾祖秦愷，曾任義官；祖父秦漢，曾任廩生；父秦自省，曾任壽官。母李氏。具庆下。弟秦成晋。